# Старина (приток Чубура)
Старина — река в России, протекает по Юргинскому району Кемеровской области.
Устье реки находится в 15 км по левому берегу реки Чубур. Длина реки составляет 13 км.

## Данные водного реестра
По данным государственного водного реестра России относится к Верхнеобскому бассейновому округу, водохозяйственный участок реки — Томь от города Кемерово и до устья, речной подбассейн реки — Томь. Речной бассейн реки — (Верхняя) Обь до впадения Иртыша.